# Михаил Толстих
Михаил Сергејевич Толстих (рус. Михаи́л Серге́евич Толсты́х; Иловајск, 19. јул 1980 — Доњецк, 8. фебруар 2017), познатији под борбеним псеудонимом Гиви (Ги́ви), био је ратни командант самопроглашене Доњецке Народне Републике.
Проглашен је за хероја ДНР 2015. а унапређен је у чин пуковника септембра 2016. године. Прославио се током борби за Иловајск као командант батаљона Сомали.

## Биографија
Надимак Гиви добио је током свог службовања у украјинској војсци, у част његовог деде, који се борио за време Великог отаџбинског рата. Према његовим речима, има грузијске корене преко свог прадеде. У периоду 1998-2000 служио је у Оружаним снагама Украјине, у центру за обуку „Десна”. Војна специјалност му је била као командант тенка. Затим је радио у индустрији пењачке опреме и као возач дизел камиона у фабрици за производњу ужади.
Од маја 2014. учествовао је у борбама за Славјанск. У лето 2014. учествовао је у борбама за Иловајск. А од септембра 2014. године учествовао је у бици за Доњецки аеродром.
19. октобра 2014. године обратио се лидеру ЛДПР-а Владимиру Жириновском како би обезбедио „народној милицији” транспортна возила за превоз рањеника. 28. октобра Жириновски је устаницима упутио два возила Нива.
Од 16. фебруара 2015. године био је уврштен на листу особа које су под санкцијама Европске уније.
19. марта 2015. године и 6. априла 2016. године на Толстиха су два пута покушали да изврше атентат. Толстих је повређен, а аутомобил му је био оштећен.
А 23. јуна Војно тужилаштво Украјине је у намери да у одсуству осуди Толстиха подигло оптужницу против њега због сумње да је извршио следећа кривична дела: стварање терористичке организације као и руковођење и учешће у њеном раду, саучествовање у вођењу агресорског рата, злостављање заробљеника и противправно затварање или отмицу.
После смрти команданта батаљона «Спарта» Арсена Павлова, 17. октобра 2016. године, у интервјуу за телевизијску и радио компанију «Звезда», рекао је следеће:
| „ | Ко то уради, платиће. Сва Украјина. Заузећемо сваки град. Изравнаћу их за свог пријатеља. Па, Арсен... Знам да ће увек бити с нама. | ” |

Почетком фебруара 2017. године, током борби за Авдејевку, рањен је у ногу када га је погодио гелер.
Био је разведен, из тог брака је добио сина 2001. године.

## Смрт
Убијен је 8. фебруара 2017. године у 06:12 ујутру на територији своје војне јединице у Доњецку. По једној верзији, убијен је ракетним бацачем пламена „Шмељ”, у кабинету у коме се у том тренутку налазио, а по другом сведочењу погинуо је у просторији од експлозије бомбе.
Поводом смрти Толстиха, у ДНР-у је проглашена тродневна жалост.
Комеморација је одржана 10. фебруара 2017. године у Доњецком театру опере и балета. На сахрани у Доњецку окупило се више од 55.000 становника из ДНР. На федералним ТВ каналима Русија 1 и Русија 24 приказане су репортаже о животу и судбини Толстиха. Сахрањен је уз највише војне почасти на доњецком гробљу Доњецко море.
Током поворке Бесмртни пук у Доњецку, 9. маја 2017. године, портрете Арсена Павлова и Михаила Толстиха носили су председник ДНР Александар Захарченко и министар за приходе и дужности ДНР Александар Тимофеев.

## Одликовања
- Херој Доњецке Народне Републике (21. фебруара 2015. године)[21],
- Орден Светог Николаја првог степена,
- Орден Светог Николаја другог степена,
- Два Георгијевска крста ДНР,
- Медаљу “За одбрану Славјанска”,
- Друга одликовања ДНР.